# Dryopteris esterhuyseniae
Dryopteris esterhuyseniae là một loài dương xỉ trong họ Dryopteridaceae. Loài này được Schelpe mô tả khoa học đầu tiên.